# 卡尔·蒙森
卡尔·蒙森（挪威語：Carl Monssen，1921年7月13日—1992年2月25日），挪威男子赛艇运动员。他曾代表挪威参加1948年夏季奥林匹克运动会赛艇比赛，获得男子八人单桨有舵手铜牌。

## 家庭
哥哥西居尔·蒙森。